# Victor Abens
Victor Abens (n. 16 octombrie 1912, Vianden – d. 14 ianuarie 1993, Liège, Belgia) a fost un om politic luxemburghez, membru al Parlamentului European în perioada 1979-1984 din partea Luxemburgului. 